# Rzut sędziowski (NBA)
Ten artykuł opisuje zagadnienie koszykarskie zgodne z normami NBA.
Zasady w ligach FIBA, NCAA lub innych mogą różnić się od tutaj przedstawionych.

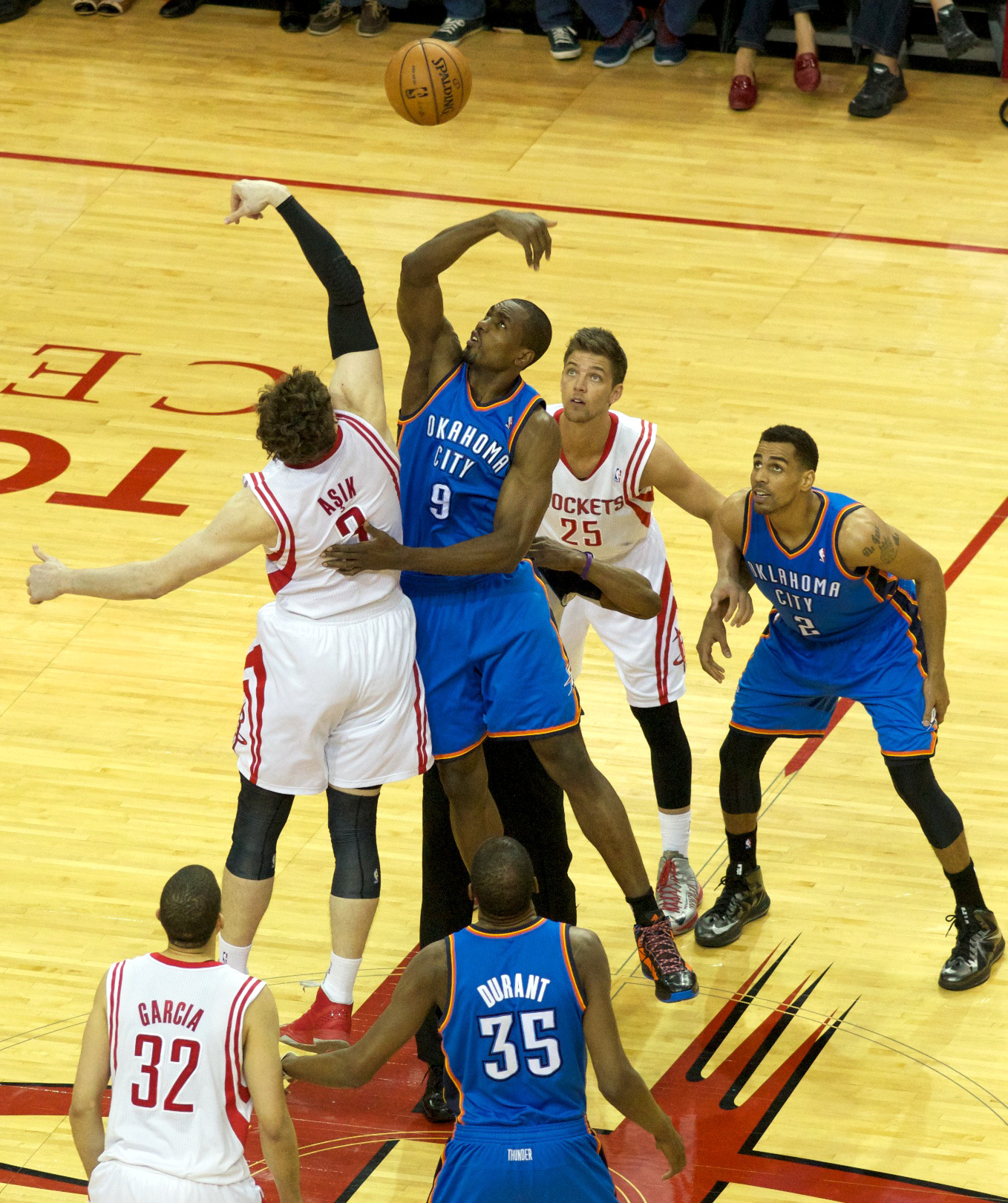
Rzut sędziowski w kole środkowym.

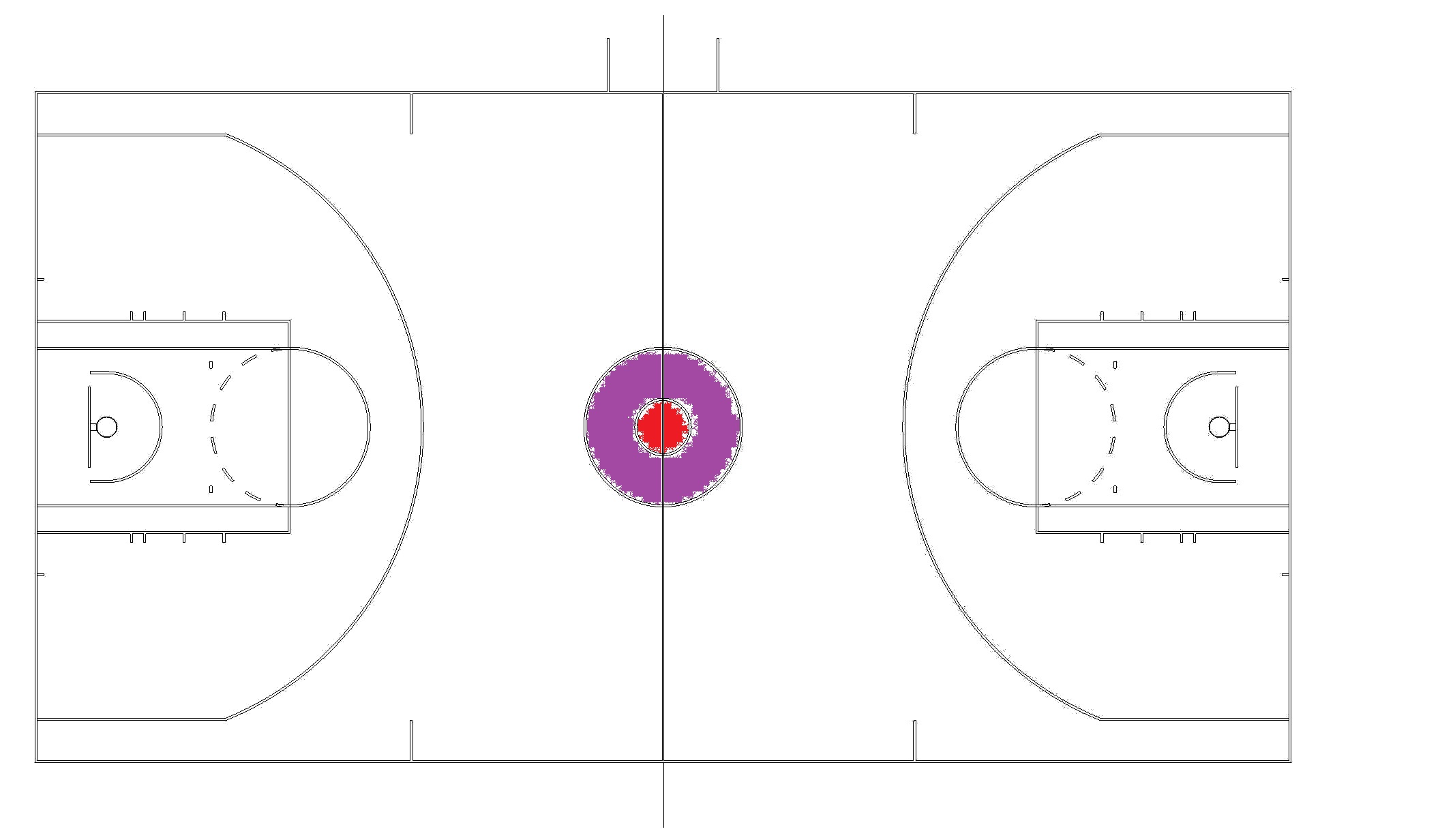
Podział koła środkowego. Kolor czerwony wyznacza jumping circle, a fioletowy - restraining circle.

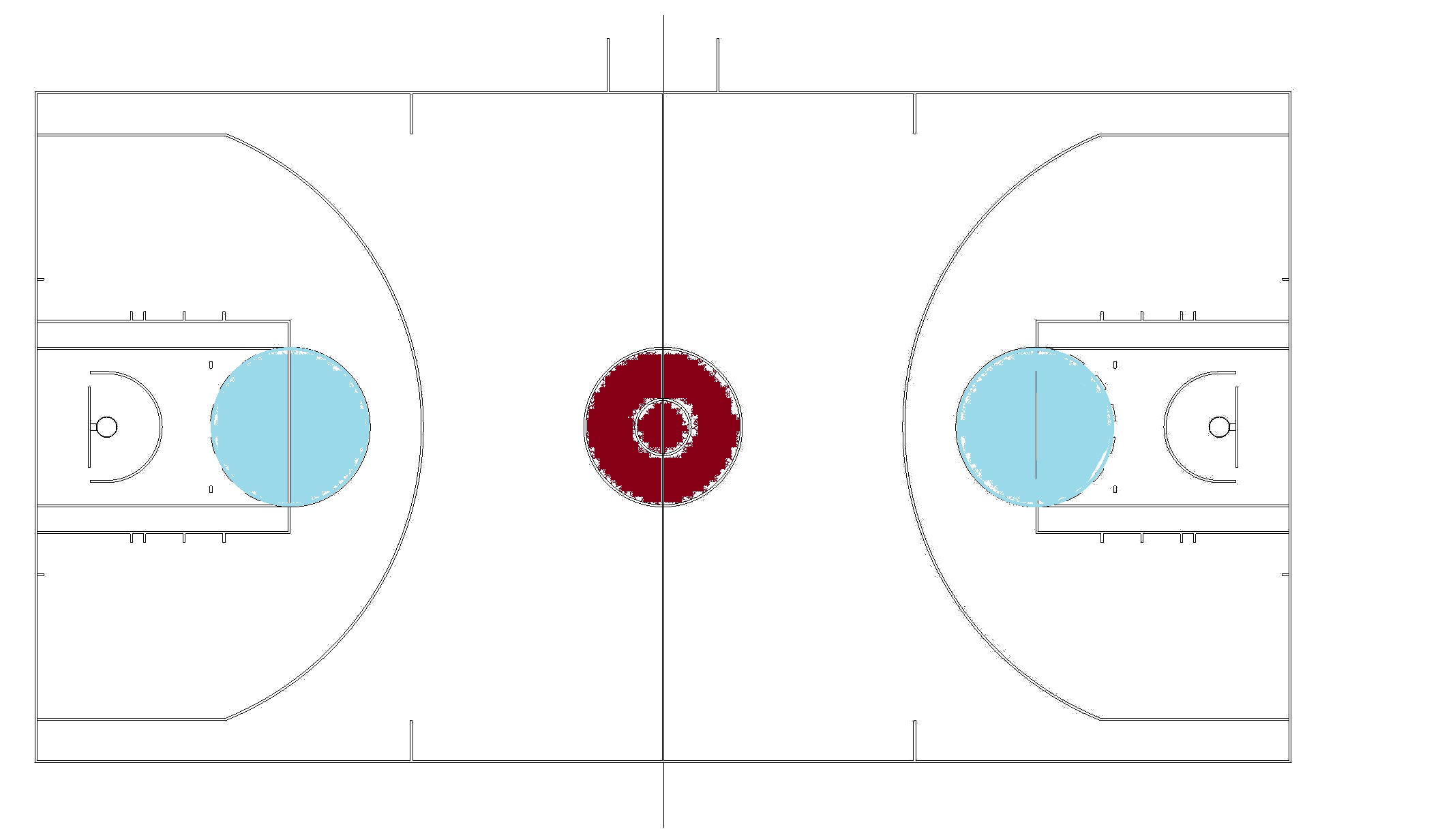
Koła na boisku w których można wykonywać rzuty sędziowskie. Na czerwono zaznaczono koło środkowe, a na niebiesko - koła rzutów wolnych.

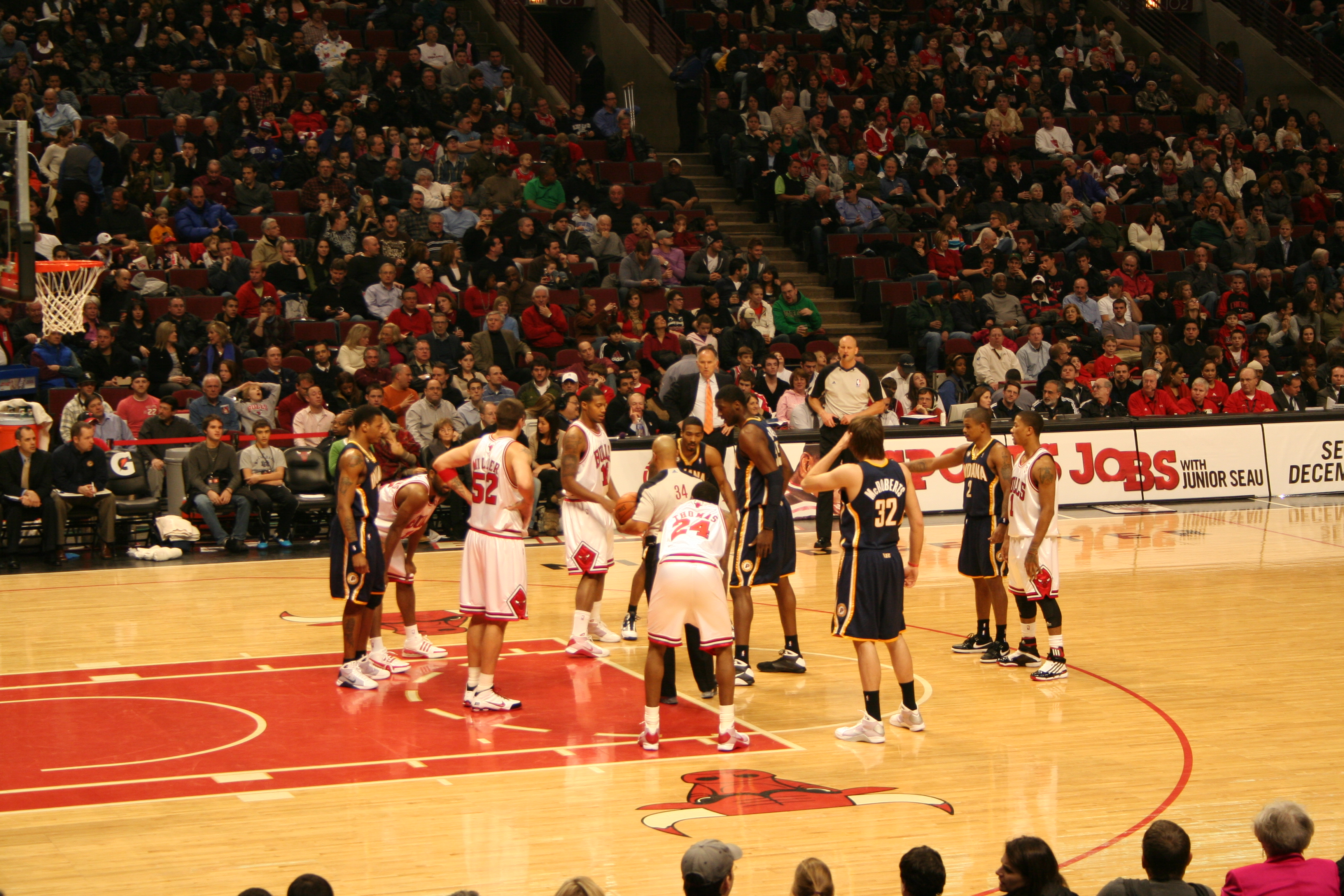
Rzut sędziowski w kole rzutów wolnych.

Rzut sędziowski (ang. Jump ball) – w koszykówce w lidze NBA może odbywać się między dwoma zawodnikami przeciwnych drużyn w kole środkowym lub innym wyznaczonym do tego miejscu.

## Rzut sędziowski w kole środkowym
Rzut sędziowski w kole środkowym odbywa się w następujących sytuacjach:
- na rozpoczęcie meczu koszykówki
- na rozpoczęcie każdej dogrywki (inne kwarty rozpoczynane są wprowadzeniem wedle innych zasad)
- podwójne naruszenie podczas rzutu wolnego
- podwójny faul w sytuacji piłki niczyjej
- piłka staje się martwa nie będąc w posiadaniu żadnej z drużyn, podczas gdy żadna z drużyn nie popełniła przewinienia
- piłka utknie na obrzeżu kosza lub pomiędzy obręczą a tablicą
- podwójny faul orzeczony w wyniku wystąpienia różnicy zdań pomiędzy sędziami
- sędziowie mają wątpliwości, która z drużyn wybiła piłkę poza boisko, a zawodnicy nie mogą być zidentyfikowani.
- bójka w sytuacji piłki niczyjej
- gra zostaje zawieszona w momencie, gdy piłka jest niczyja (żadna z drużyn nie posiada prawa do jej posiadania)[2].

## Rzuty sędziowskie w innych miejscach
Rzut sędziowski powinien odbyć się w kole znajdującym się najbliższym, w którym:
- wystąpiło przetrzymanie piłki
- piłka została wyrzucona na aut z winy obu drużyn
- sędzia ma wątpliwości co do tego kto ostatni dotknął piłki[3].

## Regulacje dotyczące rzutu sędziowskiego
Rzut sędziowski powinien odbyć się pomiędzy dwiema zaangażowanymi graczami, chyba że uniemożliwione jest to z powodu kontuzji lub wykluczenia z gry jednego z graczy. W takiej sytuacji trener przeciwnej drużyny powinien wpuścić na boisko zmiennika z ławki drużyny przeciwnej. Zawodnik zmieniony nie będzie miał prawa powrotu do gry w dalszej części meczu.
Każdy z zawodników biorących udział w rzucie sędziowskim musi posiadać co najmniej jedną stopę na lub wewnątrz tej połowy koła jumping circle, która jest dalsza od kosza jego drużyny. Jednocześnie obaj zawodnicy muszą mieć obie stopy wewnątrz koła restraining circle. Piłka może zostać zbita przez jednego lub obu zawodników biorących udział w rzucie sędziowskim, po tym gdy osiągnie swój najwyższy punkt lotu. Jeśli piłka po podrzuceniu upadnie na ziemię, bez zbicia, sędzia powinien przerwać grę gwizdkiem, ogłosić sytuację martwej piłki i ponownie podrzucić piłkę. 
Karane wprowadzeniem piłki z autu przez drużynę przeciwną jest nieprzestrzeganie następujących zasad:
- żaden z graczy biorących udział w rzucie sędziowskim nie może zbić piłki, zanim osiągnie ona swój najwyższy punkt[7]
- żaden ze skaczących zawodników nie może opuścić swojej połowy koła, zanim piłka zostanie zbita[8]
- żaden ze skaczących zawodników nie może złapać zbitej lub podrzuconej piłki, zanim dotknie ona innego zawodnika (nie skaczącego w rzucie sędziowskim), parkietu lub kosza[9]
- żaden z graczy biorących udział w rzucie sędziowskim nie może zbić piłki więcej niż 2 razy[10]
- pozostali gracze nie mogą wejść w obszar koła restraining circle, zanim piłka nie zostanie legalnie zbita[11].

Pozycja zawodnika wewnątrz restraining circle determinowana jest przez położenie kosza jego drużyny. Zawodnik, którego kosz jest bliżej, powinien móc pierwszy wybrać swoją pozycję.